# Деревская пятина

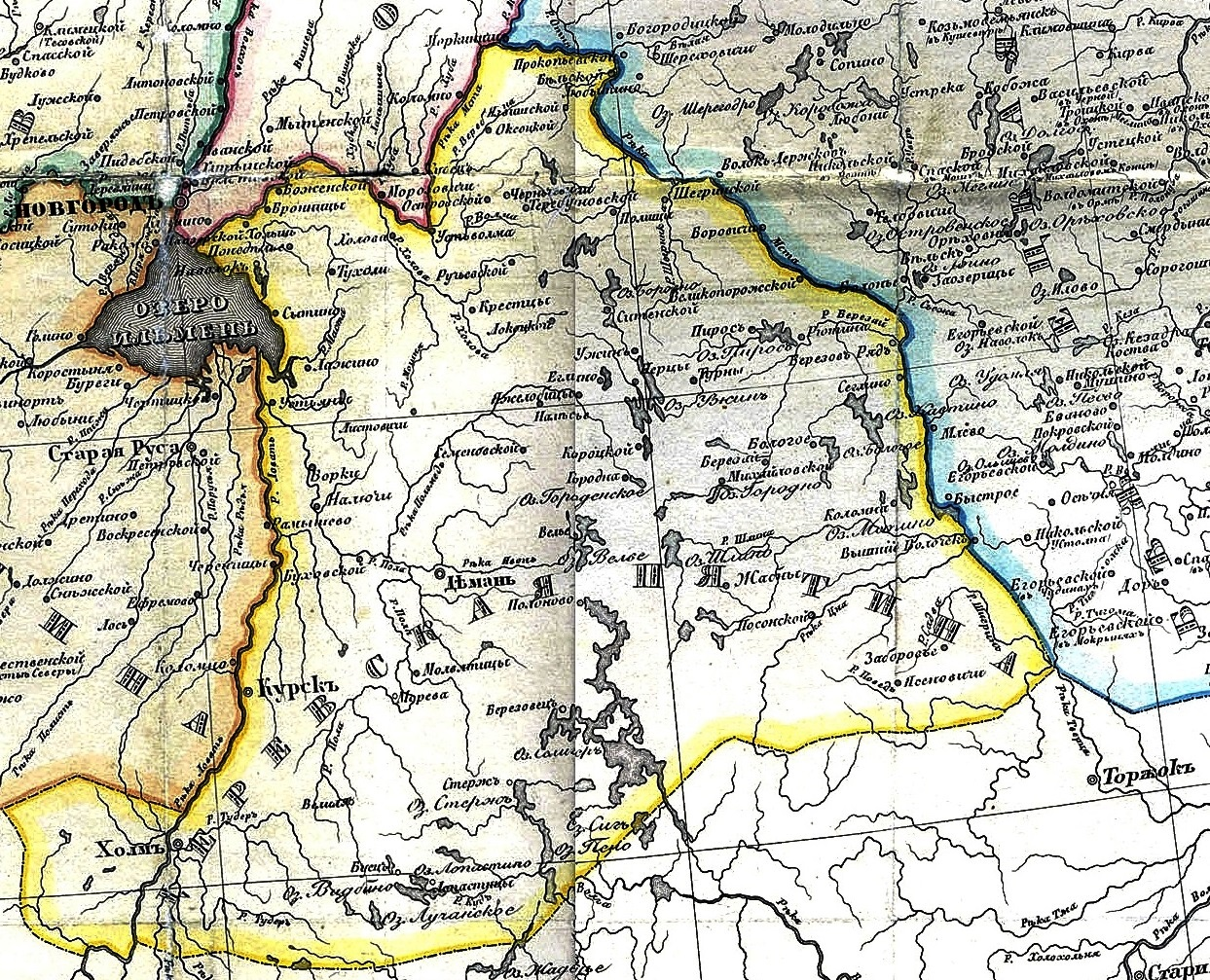
Деревская пятина Новгородской земли в XVI веке

Дере́вская пяти́на — одна из пятин Новгородской земли до XVIII века.
Располагалась в юго-восточной части Новгородской земли и в XVI веке ее границами были: река Мста, отделявшая её на севере от Обонежской пятины и на востоке — от Бежецкой пятины; на западе река Ловать и Ильменское озеро отделяли Деревскую пятину от Шелонской пятины; на юге она граничила (по водоразделу) с землями, тянувшими к Торжку и Торопцу.
Пятина была населена Словенами Ильменскими и различными финно-угорскими племенами, которые со временем были ассимилированы в славянской среде.
Территория характеризуется распространением новгородских сопок и длинных курганов смоленско-полоцкого типа в виде могильников с сопками и культурой псковских длинных курганов.

## История
Название произошло от слова «дерево» (ед.ч.) или «дерева» (мн.ч.), что указывает на лесистый характер местности или древнее название страны, Дерева, возможно связанного с местным этнонимом времён славянского заселения.
В 1565 году, когда царь Иван Грозный разделил Русское государство на опричнину и земщину, пятина вошла в состав последней.
Деревская пятина упразднена в XVIII веке с введением губерний. На территории пятины были образованы Крестецкий, Боровичский, Валдайский, а позже Старорусский и Демянский уезды Новгородской губернии.
В настоящее время название Деревская пятина носит собирательный культурно-географический характер местных административно-территориальных образований в культурном, образовательном и просветительском контексте.

## Состав
Первое частично сохранившееся до нашего времени описание пятины находится в писцовой книге 7004 (1495/1496) года письма Прокофия Зиновьевича Скурата и Петра Волка Борисова сына. В конце XV века на территории Деревской пятины насчитывалось около 9000 поселений. Делилась, как и все пятины, на две половины — северную и южную, известные по документам как половины Григория Морозова и Жихаря Рябчикова, княжеских переписчиков.
- В половине Григория Морозова (по реке Мсте в её внутреннем изгибе): погосты Бельский, Березайский, Боженницкий, Бологовский, Боровицкий, Бронницкий, Великопорожский, Еглинский, Коломенский, Крестецкий, Листовский, Локоцкий, Михайловский, Морозовичский, Оксоцкий, Островский, Пиросский, Полишский, Ручьевский, Рютинский, Сеглинский, Ситенский, Терибуновский, Троицкий-Мленский, Туренский, Ужинский, Усть-Воломский, Холовский, Холынский, Черичевицкий, Шегринский, Язвишский, Яжолбицкий;
- В половине Жихаря Рябчика (южнее вышеописанной): погосты Борковский, Буховский, Вельевский, Влажинский, Городенский, Деманский, Жабенский, Заборовский, Короцкий, Курский, Молвятицкий, Налючский, Полоновский, Посонский, Рамышевский, Семёновский, Сытинский, Тюхольский, Устьяновский, Холмский, Черенчинский, Ясенский; города Холм, Курск и Демань.

Погосты Понедельский и Налеский могли принадлежать к любой из половин Деревской пятины.